# Museo municipal de Bellas Artes (Santa Cruz de Tenerife)
El Museo Municipal de Bellas Artes de Santa Cruz de Tenerife es un museo de bellas artes sito en la ciudad de Santa Cruz de Tenerife, (Islas Canarias, España). Pertenece al Organismo Autónomo de Cultura del Ayuntamiento de Santa Cruz de Tenerife. Su sede se encuentra en la parte trasera del inmueble que fuera el Convento de San Francisco, concretamente en la Calle José Murphy, debajo de la Plaza del Príncipe.
Es Bien de Interés Cultural, con categoría de Monumento.

## Historia
El origen del museo se remonta al año 1840, cuando el ayuntamiento acordó realizar unos cajones para conservar las banderas que durante la batalla contra el almirante Nelson de 1797 fueron ganadas a la Armada Británica. El edificio es de estilo clasicista y fue construido a comienzos de 1929 por el arquitecto Eladio Laredo. El exterior está ornamentado con diez bustos de diferentes tinerfeños ilustres, entre los que destacan Ángel Guimerá (poeta y dramaturgo), Antonio de Viana (poeta), Agustín de Betancourt (ingeniero), Juan de Iriarte (gramático y literario), Teobaldo Power (músico y compositor), Valentín Sanz (pintor) y Villalba Hervás (historiador).

## Fondos
El museo cuenta con catorce salas que cuentan tanto con un fondo propio como con un depósito de obras del Museo del Prado de Madrid. De este modo alberga una colección artística que va desde la pintura flamenca del siglo XVI hasta pinturas del siglo XX, contando también con una muestra escultórica y de arte menor. Una de sus obras más notables es el "Tríptico de Nava y Grimón" del pintor flamenco Pieter Coecke. También destacan "La expulsión de los mercaderes del templo" o "La entrada de Cristo en Jerusalén", del pintor canario Juan de Miranda, la "Inmaculada" barroca de Gaspar Afonso de Quevedo, "San Andrés" de José de Ribera o los citados depósitos del Museo del Prado: el "Orfeo" de Pieter Brueghel y "La defensa del convento de Santa Engracia", del extremeño Nicolás Megía Márquez. Además cuenta con obras de Brueghel, Federico de Madrazo, Dióscoro Puebla, Joaquín Sorolla y los canarios: Cristóbal Hernández de Quintana y Manuel González Méndez entre otros.

## Actividades
Entre sus actividades destacan las visitas guiadas al propio museo y al patrimonio de la ciudad (Santa Cruz Monumental, Plazas y Alamedas), presentaciones de libros, ciclos de conferencias y audiciones musicales.

## Galería fotográfica

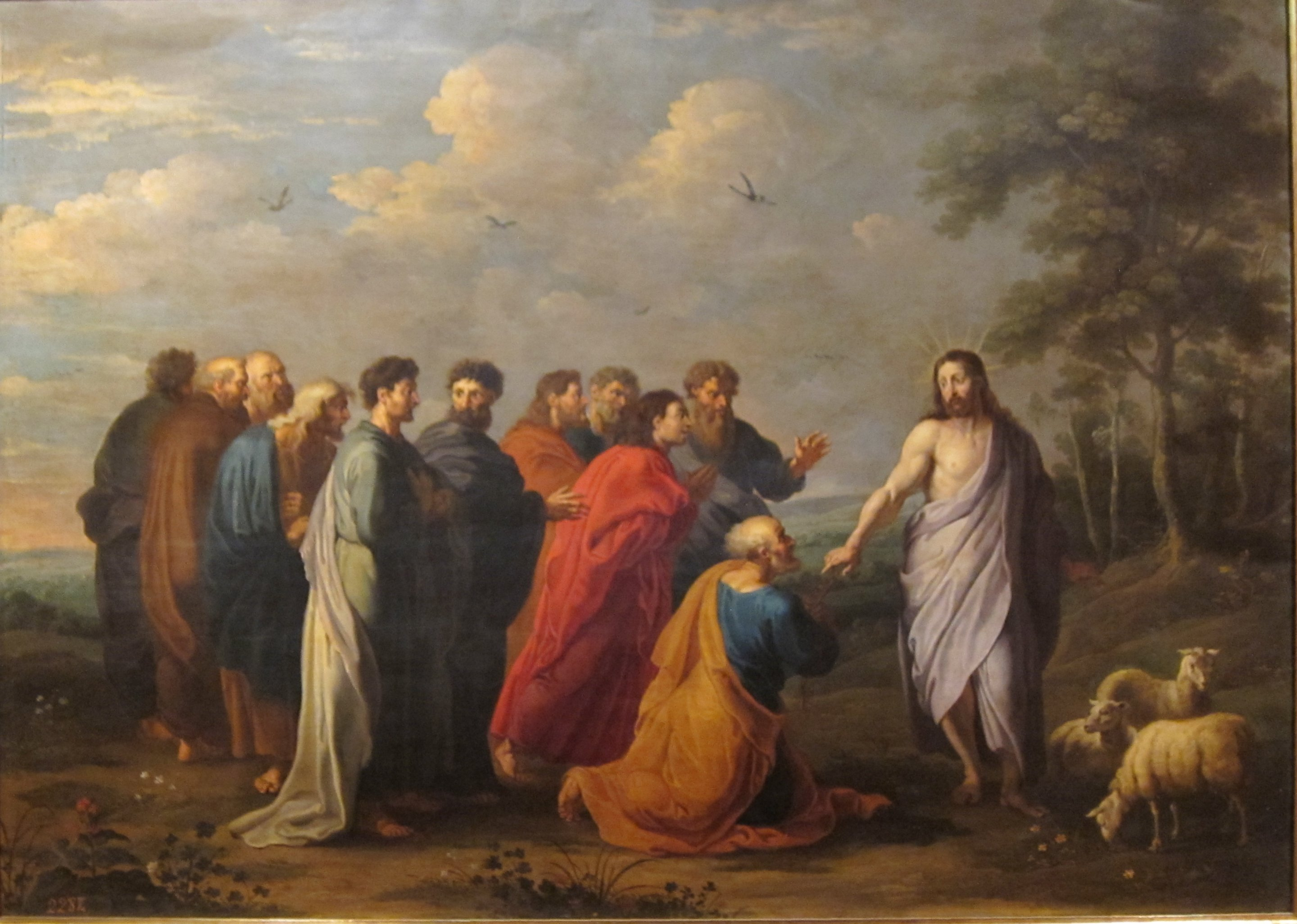
La Consigna de la Iglesia de Willem van Herp.
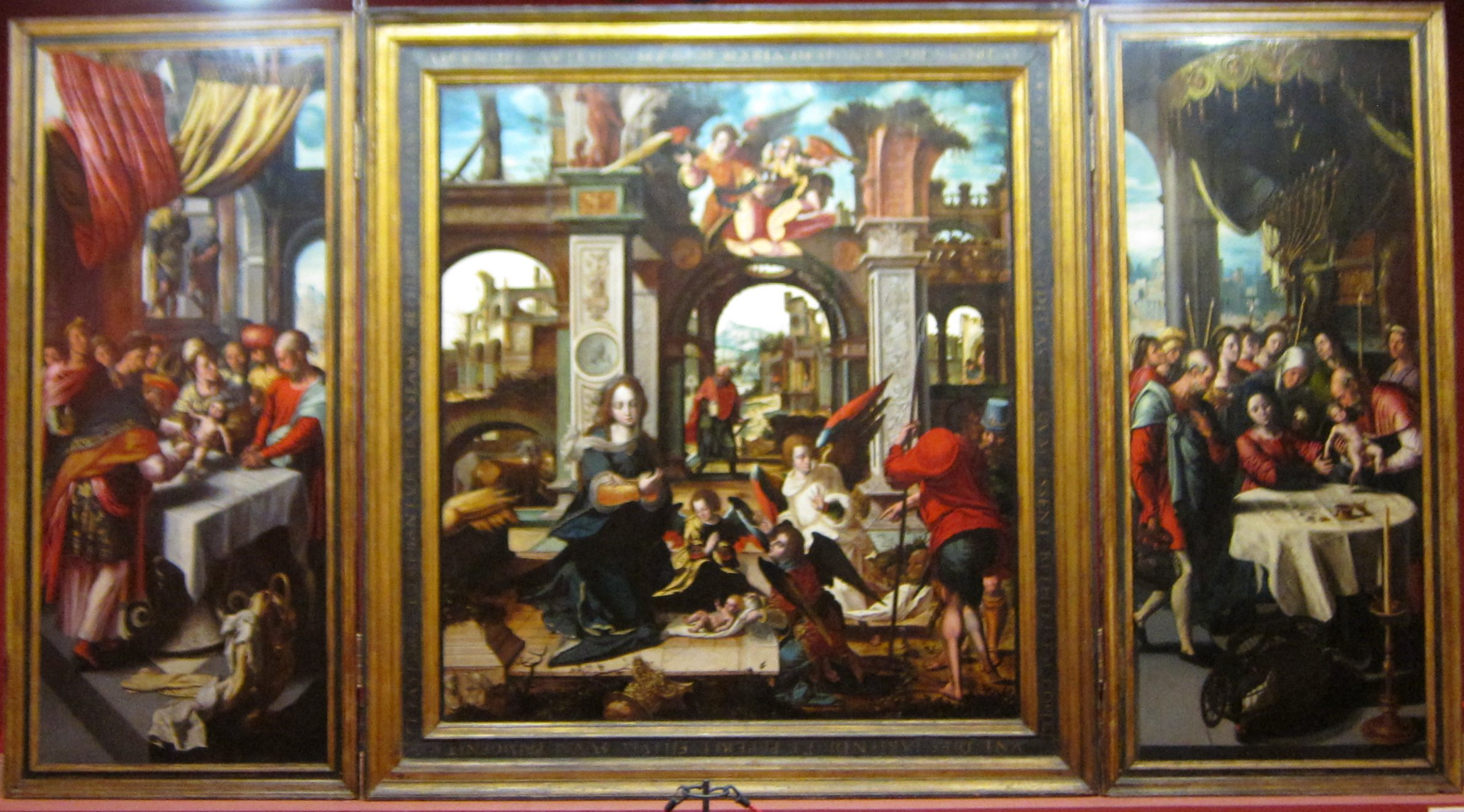
Tríptico de Nava y Grimón de Pieter Coecke van Aelst.
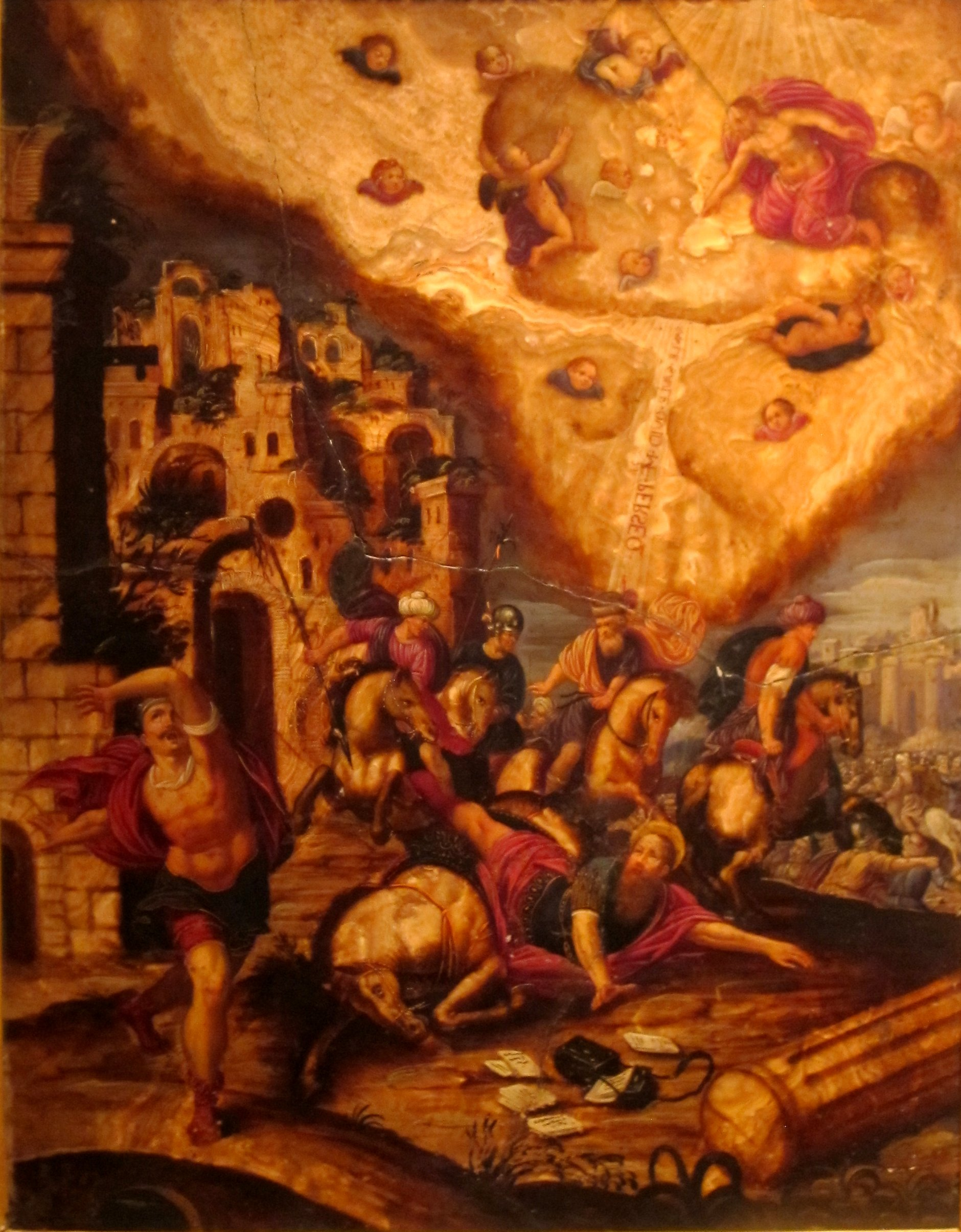
Conversión de San Pablo, anónimo del siglo XVI.
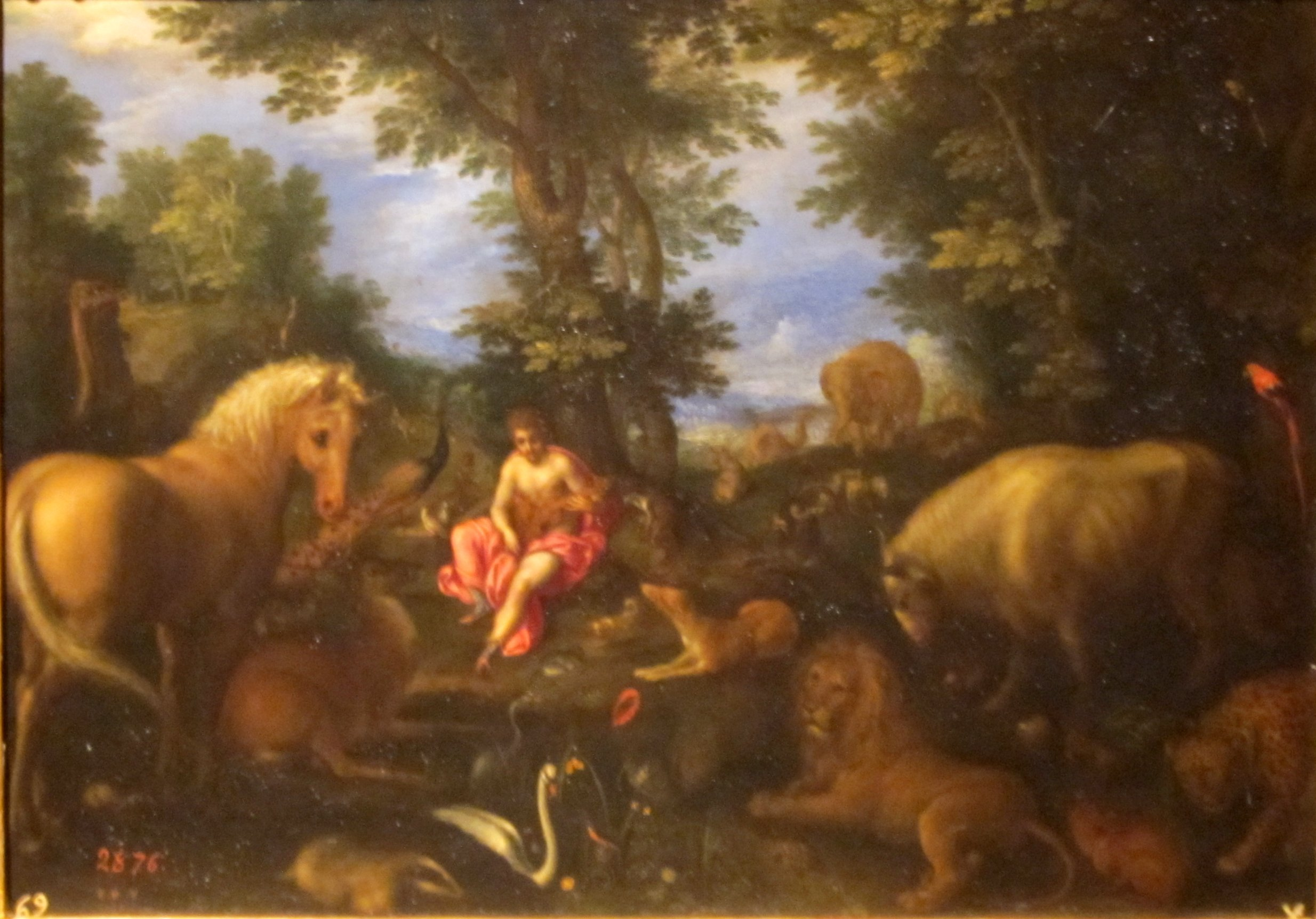
Orfeo de Jan Brueghel el Viejo.